# Phrudocentra taediata
Phrudocentra taediata är en fjärilsart som beskrevs av Felder 1875. Phrudocentra taediata ingår i släktet Phrudocentra och familjen mätare. Inga underarter finns listade i Catalogue of Life.